# گل‌استکانیان
گل‌استکانیان (Campanulaceae) تیره‌ای از میناسانان (Asterales) است که دارای جام پیوستهٔ لوله‌ای یا استکانی یا قیفی یا استوانه‌ای یا چرخی‌شکل هستند.